# 泰国电影
泰國電影是泰國的電影文化發展。泰國電影發展可追溯到朱拉隆功國王1897年訪問了瑞士伯爾尼，由弗朗索瓦·亨利·拉文斯·克拉克錄製。這部電影被帶到曼谷，引起了泰國皇室和當地商人對電影的興趣，他們帶來了電影製作設備，並開始展出國外電影。1920年代，電影業開始發展，1930年代，泰國電影業的第一個黃金時代。第二次世界大戰後，泰國電影開始使用16毫米的設備製作了數百部電影，其中許多是硬盤驅動的電影。由於好萊塢的競爭使泰國電影產業在1980-1990年代降至低點，但90年代末，發展出新浪潮。

## 電影文化
- 泰國電影列表